# Ornago
Ornago (Urnàgh in dialetto brianzolo) è un comune italiano di 5 429 abitanti della provincia di Monza e della Brianza in Lombardia.

## Geografia fisica
Si trova nella pianura padana, al limite delle colline della Brianza, a nord est di Milano, da cui dista 20 km. Dista inoltre: da Monza, capoluogo di provincia, circa 14 km.
Ornago è un comune compreso nel territorio del Vimercatese.
Parte del suo territorio è compreso nel parco locale di interesse sovracomunale del Rio vallone.

## Storia

### Simboli
Lo stemma e il gonfalone sono stati concessi con decreto del presidente della Repubblica dell'11 giugno 1979.
La prima partizione riprende lo stemma della famiglia Verri, poiché in questo Comune sono conservate le ceneri dello storico ed economista Pietro Verri. La figura del castello fa riferimento ad un antico fortilizio del XII secolo, che un tempo esisteva sul territorio a difesa della pianura circostante. L'albero di gelso allude al tipo di coltura, prevalentemente agricola, del territorio comunale. La polla d'acqua sulla campagna vuole ricordare il fatto soprannaturale verificatosi ad Ornago nel 1714 quando una sorgente d'acqua sgorgò miracolosamente dal terreno.
Il gonfalone è un drappo partito di bianco e di rosso.

## Monumenti e luoghi d'interesse
Chiesa parrocchiale di Sant'AgataGià nel 1398 in paese esisteva una chiesetta che dipendeva dalla pieve di Vimercate. Dopo essere stata ricostruita sul finire del XVI secolo, venne poi interessata da un rifacimento nel XIX secolo.
Santuario di OrnagoOrnago è nota per il suo santuario dedicato alla Beata Vergine del Lazzaretto, sito nella frazione omonima. Il tempio mariano, edificato nel 1567, custodisce al suo interno un ritratto di Madonna col Bambino con in mano un rosario, dipinto dal pittore Federico da Monza nel 1704. Dal 1714 il dipinto, che campeggia sull'altare maggiore del santuario, è entrato a far parte della tradizione popolare: proprio in quell'anno, caratterizzato da lunghi mesi di siccità, gli ornaghesi attribuirono all'effigie della Madonna con il Bambino la scoperta di una sorgente poco lontana dal luogo di culto, scoperta da tre pastorelli, Francesco Tomasino, Pietro Redaelli e Andrea di Job. Per diverso tempo la Chiesa considerò la sorgente un fatto naturale. Non così la popolazione, che avviò spontaneamente un vero e proprio culto per la fonte, detta “Fontanella di Ornago”.
Sanatorio femminile di OrnagoL’ex sanatorio di Ornago è stato uno dei centri di cura per la tisi più rinomati del Nord Italia. I pazienti arrivavano da tutte le parti del paese e persino dall’estero per godere del clima salubre e dell’atmosfera di totale riposo che garantiva. Il complesso è stato costruito nel 1910 grazie all’impegno di Giulio Banfi, medico e filantropo di Vimercate, e fu il primo sanatorio di pianura, allestito all’interno di un grande bosco di pini silvestri in un punto dove l’aria era particolarmente salubre grazie alle correnti che scendevano dalle Alpi. Il complesso sanitario venne realizzato interamente coi soldi dei nobili della zona, che in cambio ricevettero solo il nome sui padiglioni. Al sanatorio di Ornago era tutto gratis, comprese le cure, che dovevano aiutare a guarire le donne tisiche debilitate dal lavoro in filanda e nei campi. Il modello era quello dei grandi sanatori anglosassoni e l’idea ebbe così successo che nel giro di poco la fama crebbe e iniziarono ad arrivare malate persino da Costantinopoli o Alessandria d'Egitto. Poi, negli anni successivi, vennero realizzati ampliamenti che portarono alla costruzione di un reparto per gli uomini e di un reparto per i pazienti a pagamento. Il complesso è stato chiuso definitivamente nel 1999, ma già a metà anni Settanta, quando venne accorpato all’ospedale di Vimercate, patì un forte ridimensionamento.

## Società

### Evoluzione demografica
- 426 nel 1751
- 589 nel 1771
- 560 nel 1805
- annessione a Cavenago nel 1809
- 1 046 nel 1853
- 1 102 nel 1859

Abitanti censiti

## Cultura
Dal 1º settembre 2010 la parrocchia di Ornago si è fusa con le parrocchie di Bellusco, Cavenago di Brianza e Mezzago formando la Comunità pastorale Santa Maria Maddalena.

### Biblioteca Civica
La biblioteca civica di Ornago venne fondata nel 1955, e dal 1978 al 2015 fa parte del Sistema Bibliotecario del Vimercatese (SBV) che comprende oltre alle biblioteche della città, quelle dei comuni di: Aicurzio, Arcore, Basiano, Bellusco, Bernareggio, Burago di Molgora, Busnago, Cambiago, Camparada, Caponago, Carnate, Cavenago di Brianza, Concorezzo, Cornate d'Adda, Correzzana, Grezzago, Lesmo, Masate, Mezzago, Pozzo d'Adda, Ronco Briantino, Sulbiate, Trezzano Rosa, Trezzo sull'Adda, Usmate Velate, Vaprio d'Adda, Vimercate. Dal 1º marzo 2015 la biblioteca è entrata a far parte di CUBI: culture biblioteche in rete, il nuovo ente che nasce dall’alleanza fra SBV e Sistema Bibliotecario Milano-Est (SBME).
Dal 1995, la biblioteca ha sede nel primo piano del Centro Socio Culturale sito in via C. Porta, dove trovano posto anche un grande auditorium e diverse sedi di altre Associazioni del paese.

### Feste e ricorrenze
- Festa patronale di Sant'Agata, festeggiata il 5 febbraio;
- Festa del Santuario della Beata Vergine del Lazzaretto, che avviene la seconda domenica di Pasqua e la seconda domenica di ottobre[12]; presso il santuario si trova la tomba di Pietro Verri.
- Quatar Salt Coi Sciatt, a maggio, giunta alla 30ª edizione, corsa podistica a scelta 7–13–26 km;
- Festa dello Sport, a luglio, organizzata dal Gruppo Sportivo Nino Ronco, in collaborazione con AVIS e l'oratorio di Ornago;
- Giornata delle associazioni, ricorrenza che avviene la seconda domenica di ottobre in cui avviene la premiazione dell'onorificenza dell'ornaghese dell'anno;
- Notte Bianca, l'ultimo sabato di luglio.

## Amministrazione
| Periodo        | Periodo        | Primo cittadino                 | Partito                               | Carica  | Note |
| -------------- | -------------- | ------------------------------- | ------------------------------------- | ------- | ---- |
| 30 giugno 1985 | 22 maggio 1990 | Piero Verderio                  | PSI                                   | Sindaco |      |
| 22 maggio 1990 | 24 aprile 1995 | Piero Verderio                  | PSI                                   | Sindaco |      |
| 24 aprile 1995 | 14 giugno 1999 | Giovanni Mansueto Scaccabarozzi | lista civica                          | Sindaco |      |
| 14 giugno 1999 | 14 giugno 2004 | Claudio Beretta                 | lista civica                          | Sindaco |      |
| 14 giugno 2004 | 8 giugno 2009  | Maurizia Emanuela Erba          | lista civica: Progresso e Solidarietà | Sindaco |      |
| 8 giugno 2009  | 26 maggio 2014 | Maurizia Emanuela Erba          | lista civica: Progresso e Solidarietà | Sindaco |      |
| 9 giugno 2014  | 27 maggio 2019 | Giovanna Ronco                  | lista civica: Progresso e Solidarietà | Sindaco |      |
| 27 maggio 2019 | in carica      | Daniel Siccardi                 | lista civica: sìAMO ORNAGO            | Sindaco |      |